# Балтийские немцы
Балти́йские не́мцы (нем. Deutschbalten, Baltendeutsche; эст. baltisakslased, латыш. vācbaltieši, baltvācieši), также остзе́йские не́мцы (от немецкого Ostsee — Балтийское море) — этническое немецкое меньшинство, с XII века проживавшее на восточном побережье Балтийского моря, на территории современных Эстонии, Латвии.
Балтийские немцы составляли высшие слои общества — дворянство и духовенство, а также значительную часть свободных городских граждан (бюргеров) в тогдашних провинциях Курляндия, Лифляндия, Эстляндия и оказали значительное влияние на культуру и язык местных жителей (современных эстонцев и латышей). В современной Германии, имеющей богатую историю репатриации этнических немцев из исторических эксклавов, термин «балтийские немцы» имеет такое же хождение и легитимное этнографо-историческое употребление, как и, например, «судетские немцы» (Sudetendeutsche), «силезские немцы» (Schlesien-Deutsche), «карпатские немцы» (Karpatendeutsche).

## История

### Средневековье

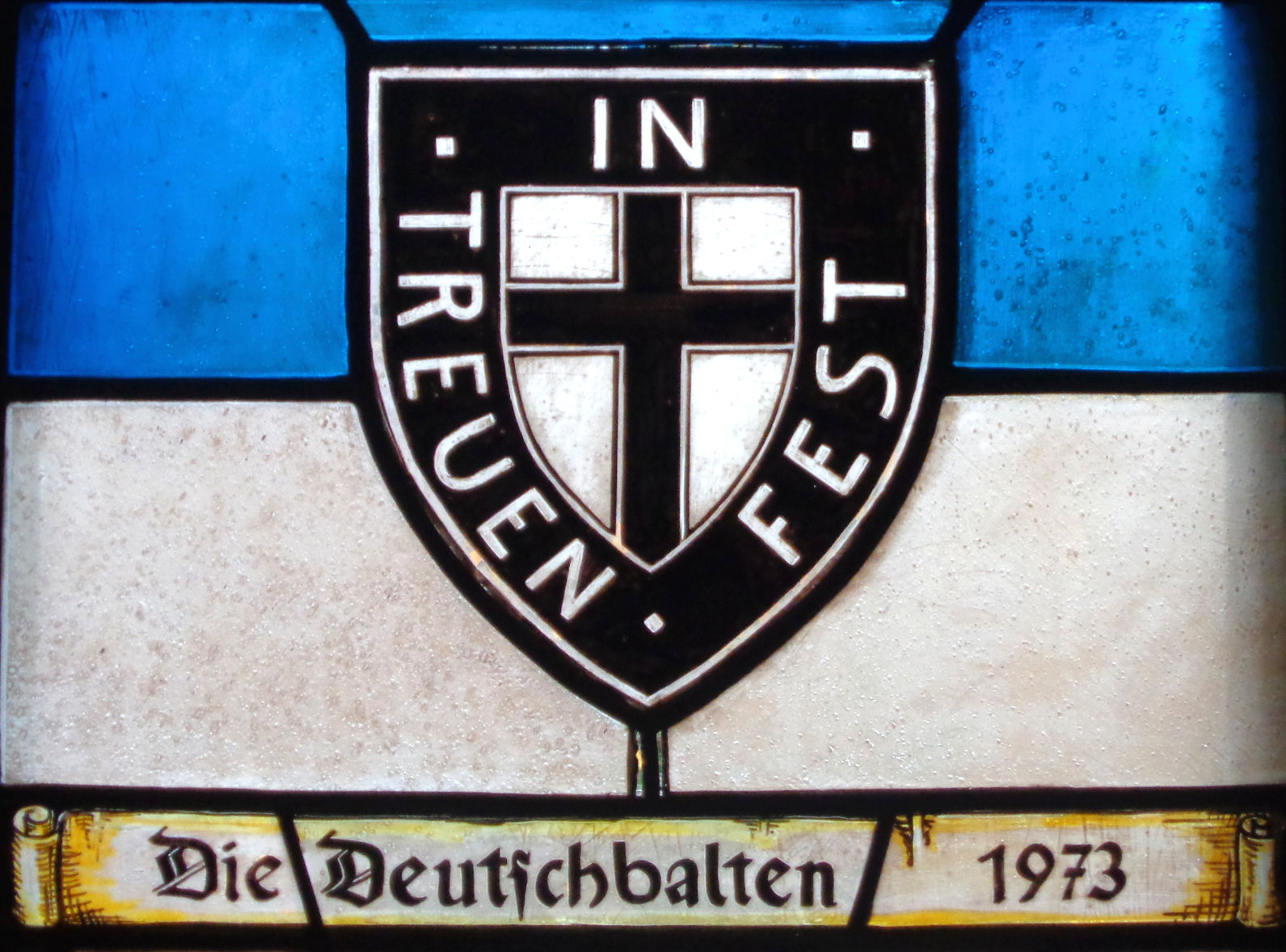
Герб балтийских немцев (и тевтонского ордена) на витраже в Люнебурге

Первые немцы появились в Прибалтике двумя путями. Сначала это были готландские ганзейские купцы, прибывшие морем и уже в конце XII века поселившиеся на месте основанной в 1201 году Риги. Второй путь — сухопутный, которым в конце XII века в Прибалтику стали прибывать крестоносцы. Целью их походов были завоевание земель и крещение местных языческих народов. Крестоносцы подавили сопротивление местных племён и создали на их землях свои государства (см. Ливонская конфедерация).
Ордена крестоносцев были по составу интернациональными «братствами» выходцев из дворянских и аристократических родов, не имеющих наследных земельных уделов. На севере Европы в среде крестоносцев преобладали этнические немцы, поэтому эти ордена называют «немецкими орденами» крестоносцев. Оба пути — и морской (купцы), и сухопутный (крестоносцы) в историографии Средних веков считают восточным направлением немецкой колонизации.
Крестоносцы поселились в исторических областях Курляндия, Ливония и Эстляндия и на острове Эзель (ныне — Сааремаа), породнились с правящими родами местных народов и в итоге составили правящий социальный слой на захваченных территориях. Историческая область Эстляндия охватывала север современной Эстонии, Ливония — южную часть Эстонии и север Латвии, Курляндия — западное побережье Балтики и часть левобережья Западной Двины. Крестоносцам не удалось захватить Литву, поэтому там немцы не расселялись. Немецкие купцы и ремесленники строили крепости и города, основанные, как правило, на месте прежних городищ язычников.
Немцы впоследствии составляли дворянский и помещичий (Landadel) слой общества, в то время как местное население в большинстве стало крепостными крестьянами. В городах, построенных под надзором немецких и датских мастеров (Ревель, Рига, Дерпт), преобладали ремесленники и купцы. Население балтийских ганзейских городов состояло из свободных граждан (бюргеров, Bürger), которые, как и в других ганзейских городах, выбирали городской совет (Bürgerschaft) и городского голову — бургомистра (Bürgermeister) и, будучи независимы от феодалов, самоуправлялись по законам немецкого городского (Stadtrecht) или Любекского (Lübisches Recht) права.
Аристократы объединялись в ландтаги, которые решали вопросы земельного, юридического плана, объединяли ресурсы для развития образования и культуры.

### В Российской империи
После Ништадского мира 1721 в подчинении России оказалась современная Эстония и одна третья часть нынешней Латвии. Немцы сохранили своё привилегированное положение на местах и к середине XIX века овладевшая русским языком немецкая дворянская верхушка стала играть роль успешного посредника между российской имперской верхушкой и местной безземельной крестьянской массой латышей и эстонцев.
Балтийские немцы успешно продвигались по карьерной лестнице в Российской империи и за пределами Прибалтики. 14 из 15 ливонских генерал-губернаторов в 1790—1885 годах были немецкими дворянами, а из 12 генерал-губернаторов Курляндии между 1795 и 1882 годами 10 были балтийскими немцами.
Тем не менее, несмотря на удачный симбиоз с чиновничьим аппаратом Российской империи, балтийские немцы начали испытывать серьёзные демографические проблемы, после установления российского контроля прямой поток германских колонистов из Германии и Скандинавии в Прибалтику прекратился, особенно из числа представителей низших сословий. Но в 1913 году немецкие дворяне по-прежнему владели 48,1% пахотной земли в Латвии. Крупные поместья немецкие бароны дробили на наделы, которые за деньги сдавали латышам и эстонцам. Аналогичная ситуация наблюдалась и в ливонском Причудье, с той разницей, что здесь с хроническим безземельем, возникшим в результате распространения латифундий немецких баронов, столкнулись и этнические русские переселенцы (в основном староверы).
С балтийскими немцами сблизилась и немецкая община Выборга. После присвоения в 1403 году статуса города на тот момент шведский Выборг развивался как крупный торговый центр под сильным влиянием немецких купцов. В городе прибавилось число богатых переселенцев из Любека, Гамбурга, Бремена и других ганзейских городов. Под влиянием этого факта с XVI века в быту горожан стали преобладать немецкие обычаи, сохранявшиеся до середины XIX века уже после перехода города под российскую юрисдикцию, хотя немцы никогда не были самой многочисленной нацией города. К примеру, в 1812 году в Выборге проживало 2893 человека, немцев было 362, в основном купцов, шведов — 412, русских — 846, финнов — 1273. Но в Выборгской губернии после включения Старой Финляндии в состав великого княжества Финляндского немецкий язык был вытеснен шведским из официального делопроизводства и преподавания и роль прибалтийских немцев снизилась.
В целом, однако, немецкие общины Прибалтики продолжали вести довольно замкнутый образ жизни, стремились к самоизоляции от других этнических групп и по прошествии столетий. Куприн в его повести «Яма» начала XX века писал, что проститутки из числа остзейских немок на рубеже XIX и XX веков если и говорили по-русски, то с сильным акцентом.
Несмотря на то что Рига вошла в состав Российской империи ещё в 1721 году, русский язык в городе стали употреблять в качестве административного лишь в 1891 году, заменив немецкий. В  первой половине XIX века немцы были в городе превалирующим большинством — около 43,5% всего населения, доля русских составляла около 20%, латышей — в пределах 20%, поляков — около 9%. По переписи 1881 года, доля немцев в городе опустилась до 32,3%, но они продолжали оставаться крупнейшей общиной Риги.

#### Соперничество немцев и русских в культуре
Искусствовед Ояр Спаритис отмечает, что в XIX веке балтийские немцы вступили в острое соперничество с русскими за гегемонию в Остзейском крае. Обладая политической и экономической властью и в Риге, и в Лифляндской губернии, общины начали укреплять символы своей культуры.
После войны с Наполеоном в 1818—1825 гг. в Московском форштадте для лютеран была воздвигнута церковь Иисуса (архитектор Х. Брейткрейц), в Петербургском предместье — церковь Александра Невского для православных.
Во второй половине столетия немецкая община приобрела церковь св. Гертруды (арх. И. Д. Фельско) и реконструировала символ своего культуртрегерства, Домский собор (арх. К. Нейбургер, В. Нейман). Русская община возвела православный неовизантийский Христорождественский собор (арх. Р. Пфлуг), ставший русской доминантой в центре прежде немецкого города. Его аналоги были затем построены в Ковно и Ревеле.
Архитектурные символы утверждались также в сфере культуры, торговли и ремёсел. По проекту петербургского архитектора Л. Бонштедта в 1860—1862 гг. у Александровской улицы и Городского канала был построен новый Немецкий театр, а Большая и Малая гильдии перестроены в стиле неоготики, подчёркивая верность немецкой традиции (архитекторы Г. Шель и И. Д. Фельско). Имперская администрация ответила зданием Окружного суда (арх. Я. Ф. Бауманис), копирующим силуэт царской короны.
В Старой Риге рядом с классическим ампирным зданием Арсенала Лифляндское рыцарство соорудило дворец в формах флорентийского палаццо (архитекторы Р. Пфлуг и Я. Ф. Бауманис). Русская общественность ответила строительством здания акционерного общества «Улей» (арх. Р. Шмелинг) и «второго городского», или Русского театра (арх. А. Рейнберг).
Немцы финансировали строительство здания Рижского политехникума (арх. Г. Хилбиг), здания I городской гимназии (арх. И. Д. Фельско), Рижского реального училища (Николаевская ул., 1) и здания Женской гимназии (арх. И. Д. Фельско и Р. Шмелинг) на противоположной стороне Николаевской улицы.
Просветительская политика России реализовалась в строительстве зданий для Николаевской гимназии (Николаевская ул., l с), Ломоносовской гимназии (бульвар Наследника, 29), Александровской гимназии (Суворовская ул., 1), Петровского реального училища (Пушкинский бульвар, 1). Архитектор Г. Шель по заказу Православной церкви руководил разработкой проекта и строительством выдержанного в византийском стиле здания Рижской духовной семинарии (Пушкинский бульвар, 9).
Купечество и Рижский биржевой комитет в 1851 г. заказали уроженцу Риги и блестящему петербургскому архитектору Э. Боссе проект здания Рижской биржи, в котором запечетлены пластические формы Венецианского ренессанса. В здании Коммерческого училища, также заказанном Рижским биржевым комитетом, использованы элементы кирпичной неоготики (архитектор В. Бокслаф). Тот же архитектор в том же стиле спроектировал комплекс Первой Рижской городской больницы.

В 1902—1905 г. немецкая общественность осуществила давно лелеемую идею строительства городского Художественного музея (архитектор В. Нейман), повторяющего идею Атенеума в Гельсингфорсе.

Балтийские немцы, вторая половина XIX века — начало XX века
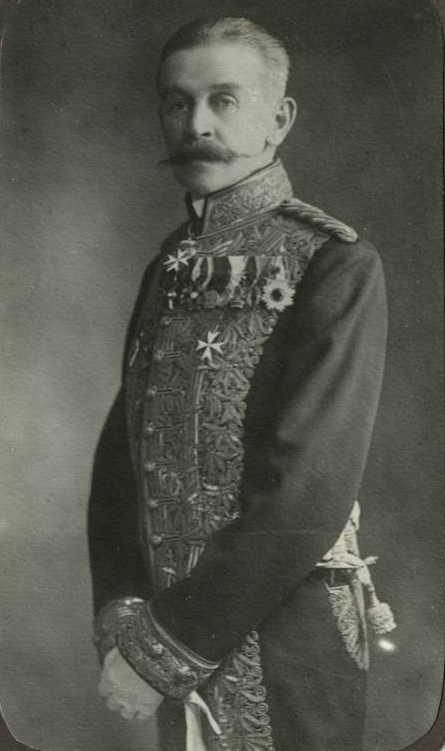
Предводитель Эзельского дворянства барон Александр фон Буксгевден, около 1890—1910
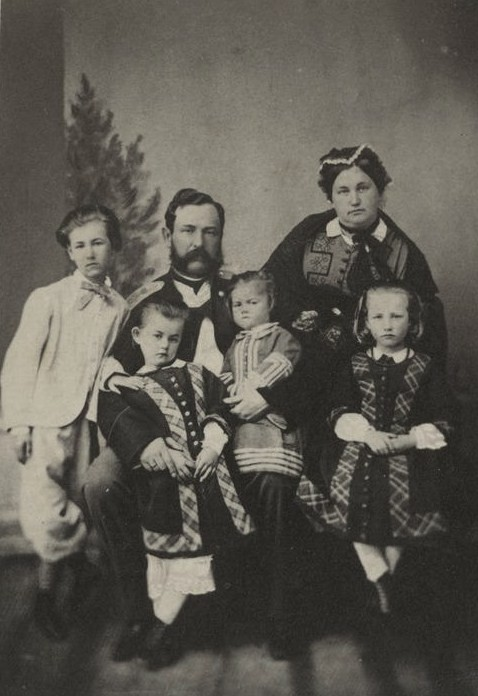
Граф Александр Бреверн де Лагарди с семьёй, 1860-е годы
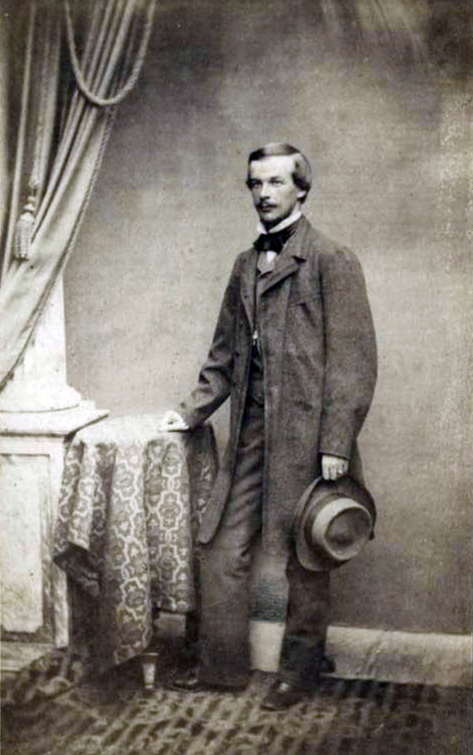
Барон Отто фон Таубе (1833—1911), владелец мызы Ярваканди, Эстляндская губерния
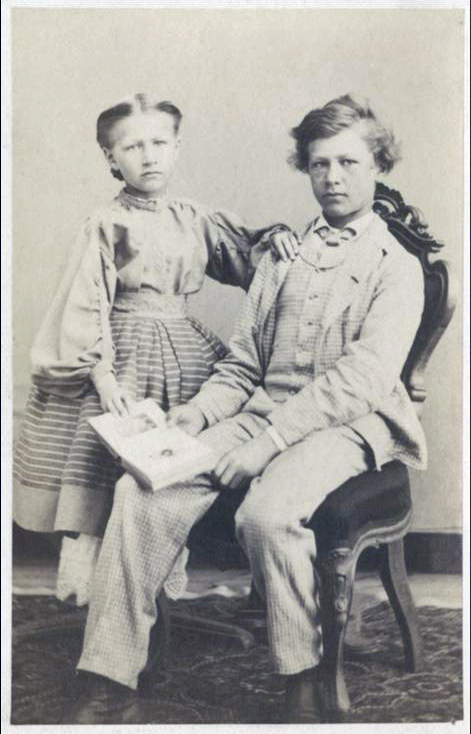
Берта и Оттокар фон Унгерн-Штернберг, 1865
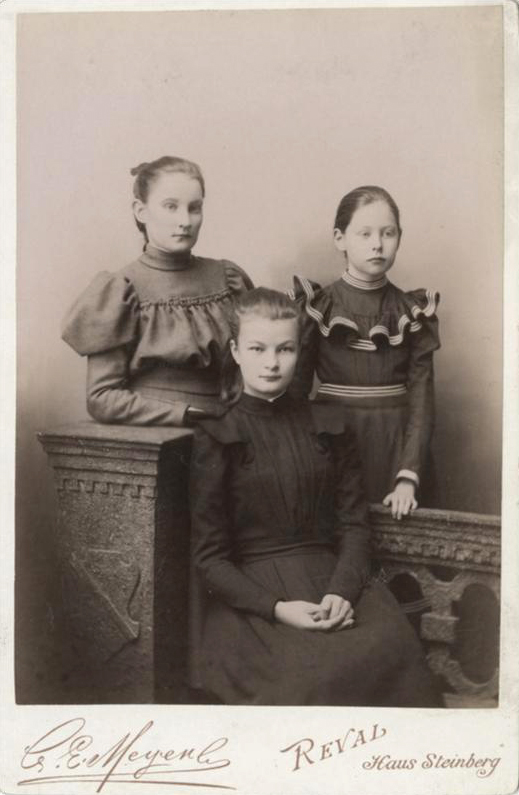
Карин фон Майдель, Мария фон Толль и Грете фон Розен, Ревель, 1896
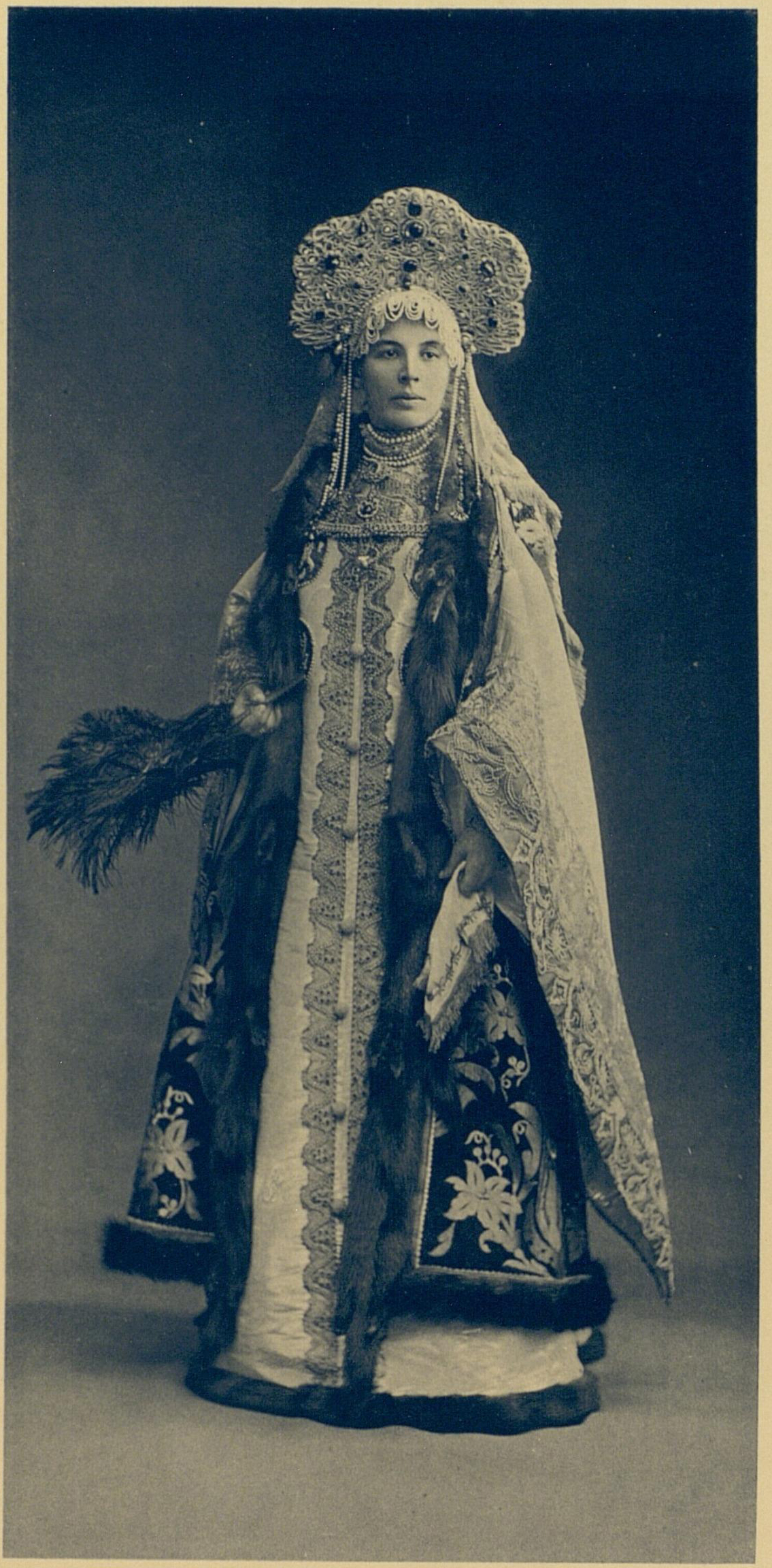
Графиня София фон Ферзен, одетая для бала, 1903, в русском стиле
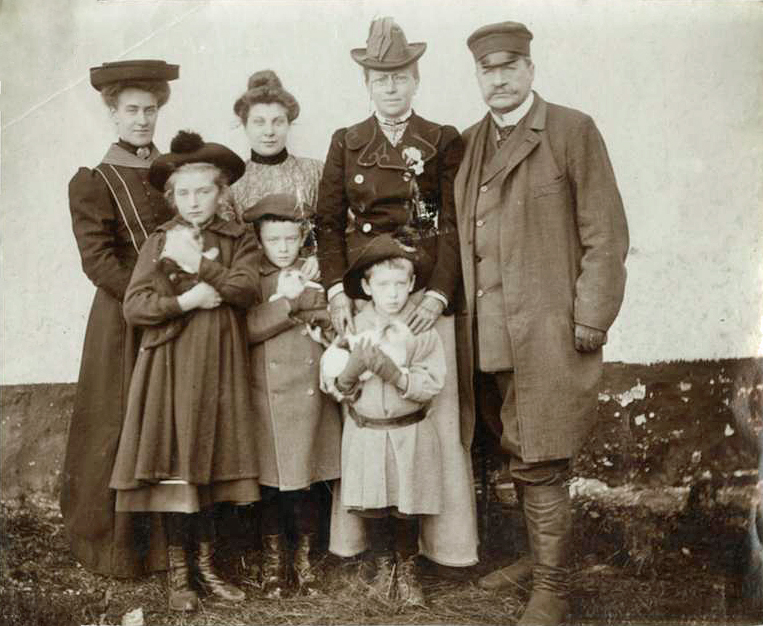
Семья барона Штакельберга, владельца мызы Кассар, 1910-е годы

### Межнациональные отношения и земельный вопрос
Пытаясь сгладить противоречия между зажиточным немецким меньшинством и местными безземельными батраками из числа автохтонных эстонцев и латышей, правительство царской России пошло на ряд изменений. Аграрная реформа в Лифляндии (1849) и аграрная реформа в Эстляндии (1856) отменили барщину и выделили лично свободным крестьянам 80 % пахотной земли региона, но без лесов.
По данным исследований Стродса, за период с 1850 года до начала XX века из Латвии в Россию переселилось около 300 тысяч человек (15,5% населения). Особенно массовым было бегство крестьян из Латгалии. К миграции крестьян подталкивало безземелье, хотя остзейское дворянство в основном противилось исходу и даже нарочно очерняло жизнь в России.
Однако и к началу XX века немцы по-прежнему владели почти всеми лесами и пятой частью пахотных земель Прибалтики. Поскольку численность автохтонного населения продолжала увеличиваться, аграрный вопрос к началу XX века вновь вернулся на повестку дня и оставался одним из самых насущных задач молодых эстонского и латвийского государств вплоть до радикальной экспроприации немецких поместий-мыз правительствами обeих самопровозглашённых стран в 1918—1920 годах (подробнее — см. в ст. Земельная реформа 1919 года в Эстонии и Земельная реформа 1920 года в Латвии).

## Образование

### Образование на немецком языке

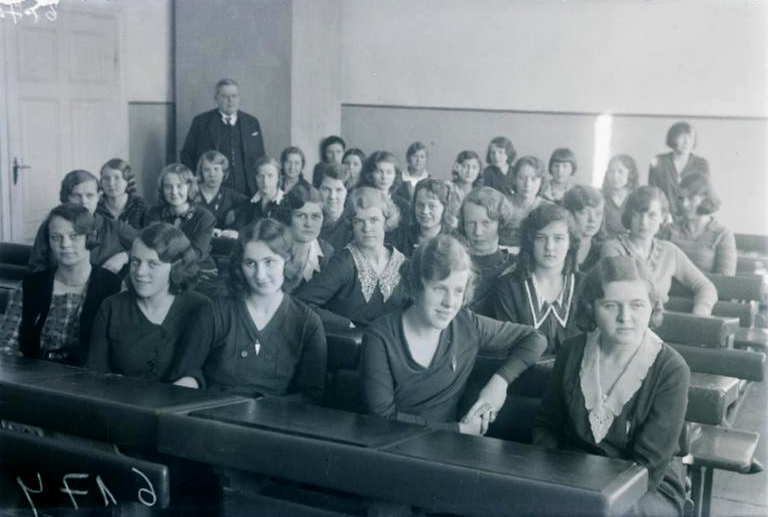
Класс Таллинской немецкой частной женской гимназии, 1920—1940-е годы

Император Павел I, благоволивший к остзейскому дворянству, дал движение проекту создания университета для этого края. Из двух предполагавшихся городов: Митавы и Дерпта выбор был сделан в пользу последнего, Дерпт, отмечалось в докладе дворянской комиссии, «находится в середине трёх губерний: Лифляндской, Курляндской и Эстляндской; положение своё имеет на сухом месте, между тем как Митава окружена болотами; употребляет российскую монету и ассигнации и сверх того превосходит дешевизной съестных припасов». В царствование императора Александра I комиссия об учреждении училищ вынуждена была завершить работу по созданию университета в Дерпте, план которого был утверждён Павлом I ещё 4 (15) мая 1799.
Торжественное открытие Императорского Дерптского университета прошло 21 апреля (3 мая) 1802 и 22 апреля (4 мая) 1802, а лекции начались 1 (13) мая 1802. 12 (24) декабря 1802 года Александр I подписал «Акт постановления для Императорского университета в Дерпте», таким образом казне было поручено материальное обеспечение университета, а руководство перешло под эгиду Министерства народного просвещения. Этот день ежегодно торжественно празднуют как день учреждения университета.
Устав Дерптского университета был утверждён Александром I 12 (24) сентября 1803.
Спроектированное остзейскими баронами учебное заведение надолго стало «особенным» в российской университетской системе. Дерптский университет был преимущественно немецким по составу преподавателей и учащихся, преподавание вели на немецком языке. К концу XIX века среди значительной части населения Прибалтики, особенно его образованного слоя, русский язык получил широкое распространение, прибалтийские немцы были фактически двуязычны. В этих условиях появилась возможность ввести в Дерптском университете обучение на русском языке, не ущемляя прав студентов и преподавателей. В 1892 году Дерптский университет был переименован в Юрьевский по исконному названию Дерпта, основанного Ярославом Мудрым (в крещении Георгием, или Юрием) — Юрьев.

### Роль немцев в просвещении латышей
Балтийские немцы (помещики и пасторы) были первыми, кто начал развивать латышский язык и культуру.
В 1796 году в курляндском поместье графа фон Бера Злекас была открыта первая школа для детей слуг, где обучение велось в том числе и на латышском языке. Это поместье стало центром просвещения латышского народа благодаря деятельности местных пасторов Йохана Георга Биттнера (1779—1862) и его сына Георга Биттнера (1805—1883), который последовал примеру остзейского философа Иоганна Готфрида Гердера, начавшего записывать латышские народные песни — дайны, задолго до того, как к этому подключились латыши Янис Спрогис, Фрицис Бривземниекс и главный исследователь латышского фольлора Кришьянис Баронс.
В 1822 году балтийские немцы начали издавать для латышей газеты «Latviešu Avīzes» и «Tas Latviešu Ļaužu Draugs», учредили Общество латышских друзей (латыш. Latviešu draugu biedrība). В связи с отменой крепостного права их целью было создать особую идентичность для латышских крестьян, которой бы они придерживались и гордились — крестьянскую идентичность.
В начале XIX века в Остзейском крае по немецкому образцу стали формироваться музыкальные общества и песенные коллективы балтийских немцев. В 1836 году с подачи рижского бургомистра Фридриха Вильгельма Тимма прошел Первый большой музыкальный праздник Даугавы Немецкого общества («Sing Fest»), предтеча Праздников песни. 

## Во время Первой мировой войны
С началом Первой мировой войны Прибалтика стала местом боев между германскими и российскими войсками. Балтийские немцы рассматривались российским командованием как пособники Германии. Уже в 1914 году были интернированы и высланы из Прибалтики немцы, бывшие подданными Германии и Австро-Венгрии. Затем стали высылать некоторых балтийских немцев — подданных Российской империи. Около Гапсаля были задержаны два германских офицера, у которых были изъяты петиции с просьбой к немецким войскам оккупировать Эстляндию. Подписи под этими петициями собирали при участии лютеранских пасторов, с ведома руководящих лиц прибалтийского дворянства (в том числе предводителя эстляндского дворянства Э. фон Деллинсгаузена). После этого были арестованы и в феврале 1918 года высланы в Красноярск и Екатеринбург несколько сотен представителей балтийско-немецкого дворянства из Ревеля, Дерпта и Вендена. По условиям Брестского мира им было разрешено вернуться в Прибалтику.

## После Первой мировой войны

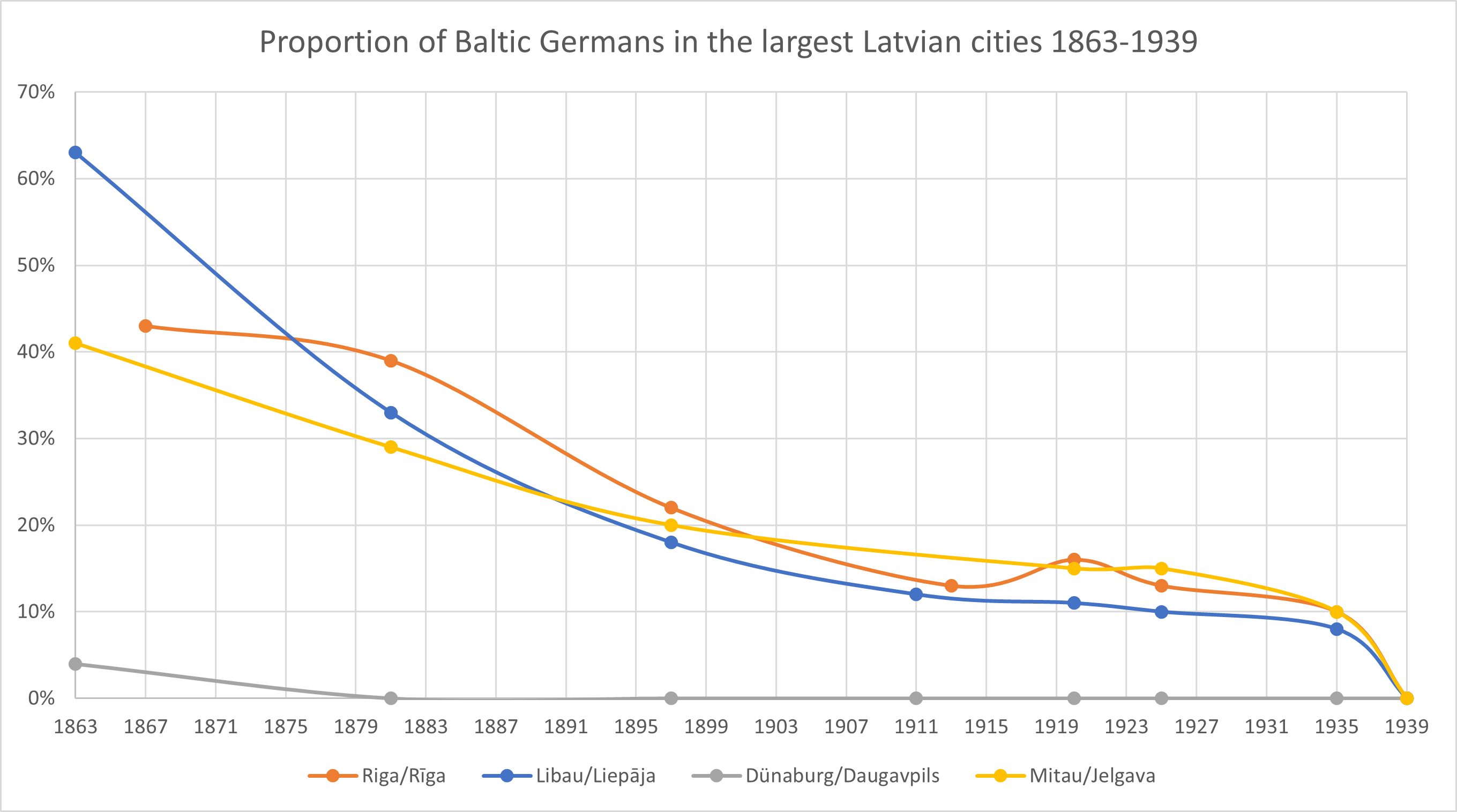
Доля балтийских немцев в населении Риги, Либавы, Даугавпилса и Елгавы в 1869-1939 годах

Немецкое население Прибалтики начало постепенно сокращаться после окончания Первой мировой войны и предоставления государственности народам Прибалтики со стороны победившей коалиции — Антанты (подробнее — см. в ст. Польский коридор). Аграрные реформы в Латвии и Эстонии означали потерю немцами большей части их земельных угодий, каждому помещику из всей территории его поместья оставили по 20 га для личного пользования. Кроме того, некогда единая община в условиях новых независимых государств распалась на две общности: немцев Латвии и немцев Эстонии.

### Латвия
В 1925 году в Латвии проживали 70 964 немцев (3,6% населения), но  к 1935 году их число упало до 62 144  человек (3,2%).
Рига продолжала оставаться крупнейшим городским центром для балтийских немцев (38 523 человек в 1935 году), в то время как в Таллине в это время оставалось 6575 немцев.
Однако после государственного переворота Карлиса Улманиса, провозгласившего курс на «Латышскую Латвию», немцы столкнулись с запретами на приобретение недвижимости и запретами на профессии (например, адвокатскую деятельность).
С началом репатриации балтийских немцев было объявлено, что подлежат ликвидации все немецкие церковные приходы (решение опубликовано 28 октября 1939 года) и школы (решение опубликовано 25 ноября). 1 ноября 1939 года были закрыты все 88 немецких школ Латвии, что стало ярким доказательством реальности потенциальной ассимиляции остающихся прибалтийских немцев. Закрытие школ подстегнуло страхи прибалтийских немцев и подтолкнуло это национальное меньшинство практически в полном составе покинуть страну. 28 ноября 1939 года прекратил работу Институт Гердера, один из наиболее авторитетных центров общественно-политической жизни остзейской диаспоры. 13 декабря вышел последний номер газеты «Rigasche Rundschau» на немецком языке . Богослужения на немецком языке были запрещены, нарушение наказывалось уголовно.
Условия выезда немецкого меньшинства были грабительскими, оставляемые ими предприятия зачислялись в особый фонд, из которого производили оплату поставленных Латвией товаров. Сами владельцы не получили практически ничего. К 20 декабря 1939 года немцы ушли c Рижской биржи, где стали главенствовать латыши.
Накануне решения о выезде в Латвии был запрещён обмен денег на драгоценности и золото, а сам оборот ценностей ограничен 300 граммами серебра. Каждому выезжающему разрешали вывезти с собой только 50 латов наличными (средняя зарплата в стране составляла 100 латов). Запрещали вывозить любые машины, кроме мотоциклов, племенной скот, движимое имущество, которое могло быть оценено как товар; медицинское оборудование и врачебные кабинеты. С отъездом немцев освободились высокооплачиваемые должности и вакансии в госуправлении (261), учреждениях образования (7675), торговле (4987), промышленности (7675). В Риге и городах освободилось около 10 тысяч квартир.

### Эстония
В конце 1939 — начале 1940 года (Umsiedlung) большинство балтийских немцев Эстонии были переселены на оккупированные немцами территории Польши (рейхсгау Вартеланд). C октября 1939 по май 1940 года Эстонию покинули около 13 500 жителей.
Техническими аспектами переселения немцы занимались сами. Его организацию возглавлял Эрик фон Бремен, за транспорт отвечал Вальтер фон Хёршелманн. Для переселения необходимо было внести себя в национальный список немецкого культурного муниципалитета или получить справку о национальности в министерстве внутренних дел. Мигранты группами выезжали из Таллина, Пярну и Курессааре на судах.
16 октября 1939 года немецкие школы в Эстонии были закрыты, со временем та же участь постигла и другие немецкие организации. Немецкое культурное самоуправление было распущено 21 декабря 1939 года, расформирование было формальностью и было связано с тем, что число лиц немецкой национальности в Эстонии упало ниже половины числа по переписи 1934 года. Культурное самоуправление было окончательно ликвидировано 1 января 1940 года.
С февраля по март 1941 года, по соглашению между Германией и СССР, прошла ещё одна волна миграции (Nachumsiedlung). В отличие от первого переселения, на этот раз в списки выезжающих были также включены эстонцы, латыши и русские, которые работали на интересы Германии и опасались советских репрессий. Эти переселенцы прибыли не на аннексированные польские территории, а в «Старый Рейх» в границах конца 1937 года. Из Эстонии выехало около 7 тысяч человек, из Латвии — около 10 тысяч, в том числе до 4000 ненемцев. Кроме того, на этот раз были включены и литовские немцы. В отличие от Umsiedlung-переселенцев Nachumsiedlung-переселенцам не была обещана имущественная компенсация.

Репатриация балтийских немцев, 1939 год
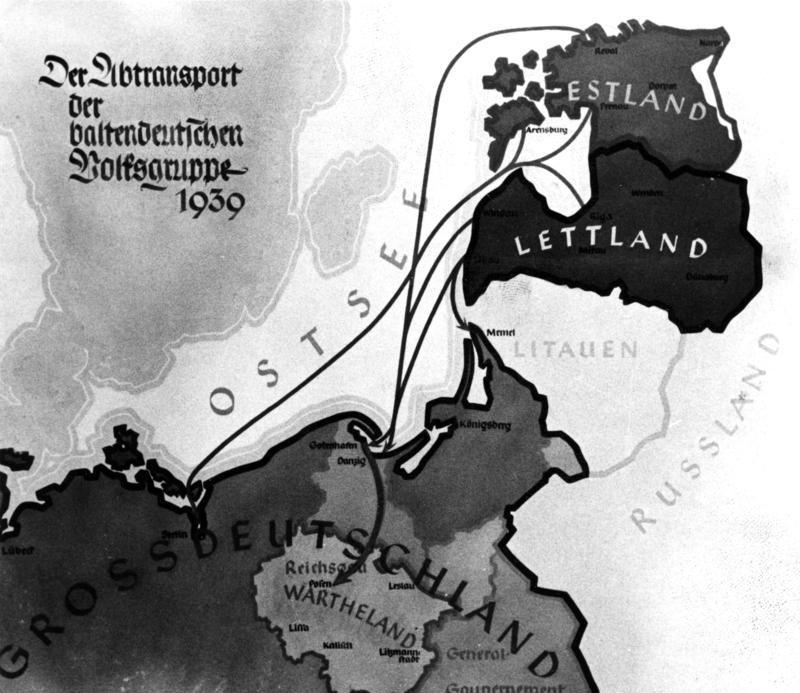
Нацистский план 1939 года по переселению балтийских немцев в Вартеланд с территории Латвии и Эстонии
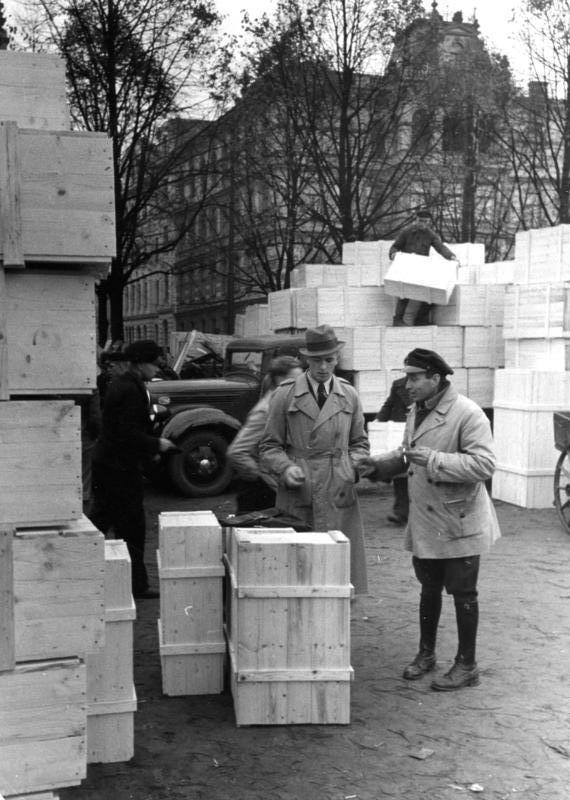
Упакованные вещи уезжающих немцев, Рига
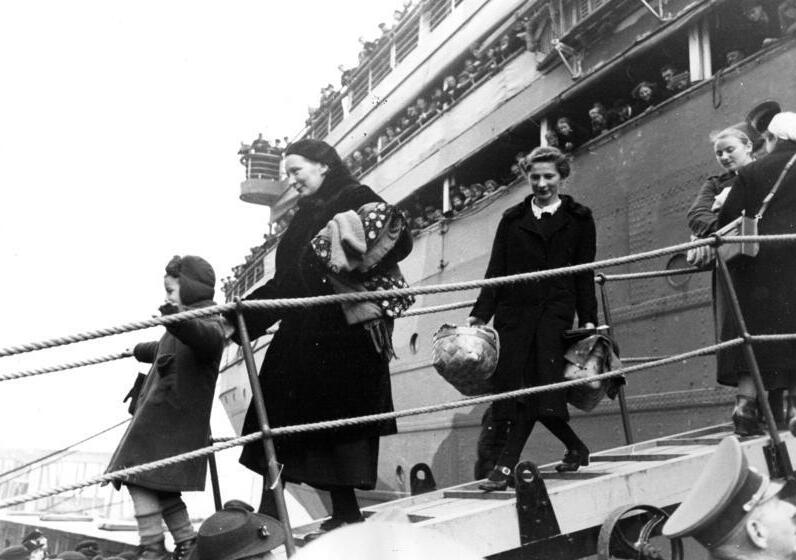
Балтийские немцы-репатрианты высаживаются в порту Штеттина с корабля «Генерал Штойбен»
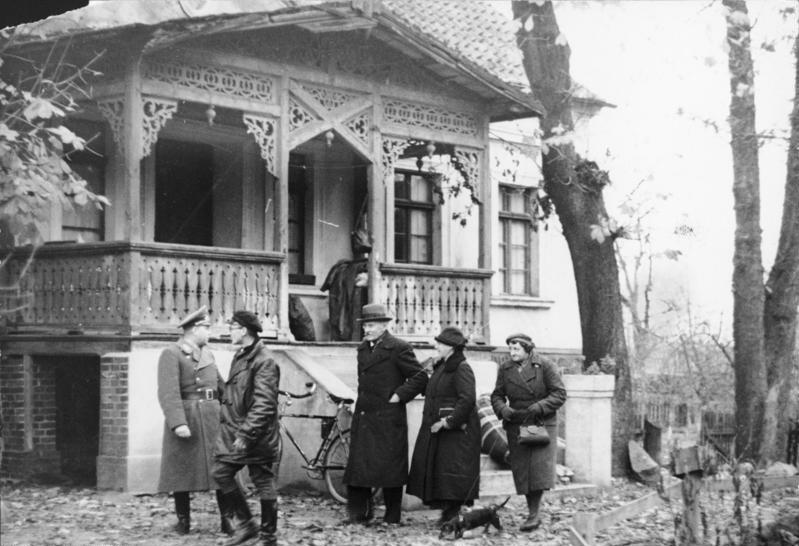
Балтийские немцы-репатрианты принимают дом изгнанных поляков в Вартеланде
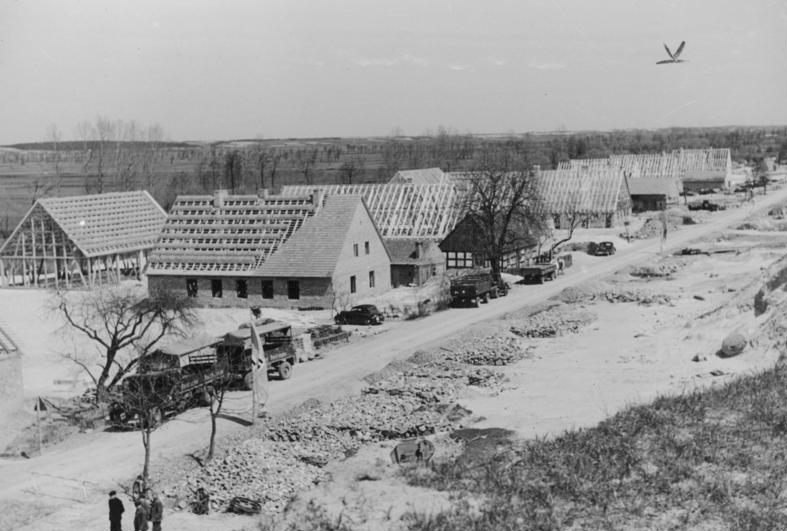
Строительство новой деревни в Вартеланде

## После Второй мировой войны
После войны ФРГ выплатила компенсацию всем балтийским немцам, вынужденным покинуть свои прежние дома и лишившимся там своего имущества.
В ФРГ по данным немецких обществ выходцев из остзейских земель на начало 1970-х годов проживали 42 800 балтийских немцев.
В Латвии на начало 2024 года проживали 4974 немца (0,24% населения), из них 41,38% являлись латвийскими гражданами, 11,04% — «негражданами», на начало 2021 года — 5291 немец (0,28%). В Эстонии на начало 2024 года насчитывалось 2923 немца (0,21%).
Численность немцев в Эстонии и Латвии:

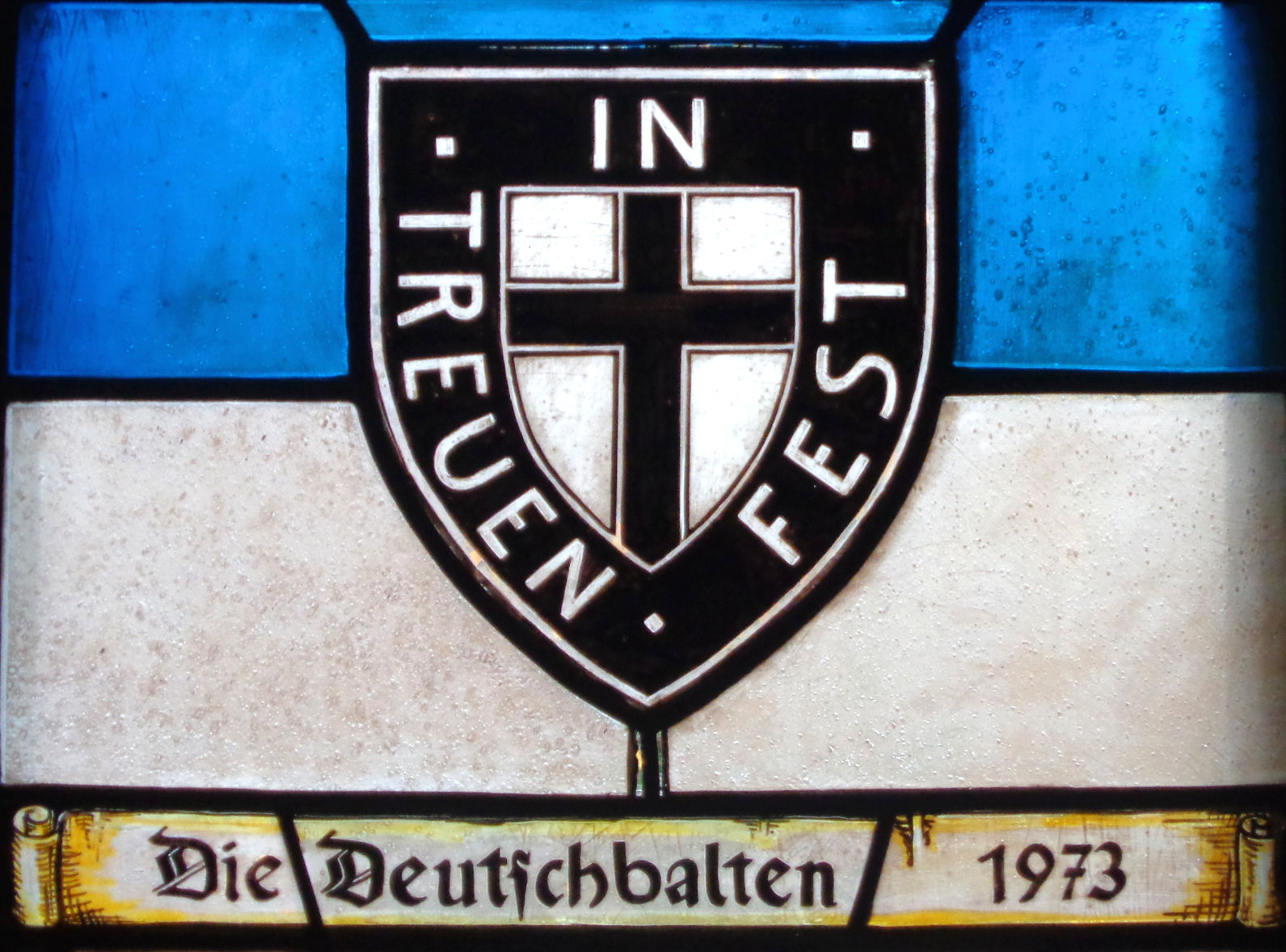
Витраж с флагом и гербом балтийских немцев в доме Брёмзе, Люнебург

| Год  | Немцы в Эстонии, всего чел. | в % к общей численности населения Эстонии | Немцы в Латвии, всего чел. | в % к общей численности населения Латвии |
| ---- | --------------------------- | ----------------------------------------- | -------------------------- | ---------------------------------------- |
| 1934 | 16 346                      | 1,45                                      | ..                         | ..                                       |
| 1935 | ..                          | ..                                        | 62 100                     | 3,26                                     |
| 1959 | ↘ 670                       | 0,06                                      | ↘ 1 600                    | 0,08                                     |
| 1989 | ↗ 3 466                     | 0,22                                      | ↗ 3 300                    | 0,12                                     |
| 2000 | ↘ 1 870                     | 0,14                                      | ↗ 3 465                    | 0,15                                     |
| 2011 | ↘ 1 544                     | 0,12                                      | ↗ 4 567                    | 0,22                                     |
| 2012 | ↗ 1 612                     | 0,12                                      | ↗ 4 630                    | 0,23                                     |
| 2013 | ↘ 1 594                     | 0,12                                      | ..                         | ..                                       |
| 2014 | ↗ 1 614                     | 0,12                                      | ↗ 5 029                    | 0,25                                     |
| 2015 | ↘ 1 552                     | 0,12                                      | ↗ 5 128                    | 0,26                                     |
| 2016 | ↗ 1 913                     | 0,15                                      | ↗ 5 171                    | 0,26                                     |
| 2017 | ↗ 1 945                     | 0,15                                      | ↘ 5 129                    | 0,26                                     |
| 2018 | ↗ 2 178                     | 0,17                                      | ↗ 5 207                    | 0,27                                     |
| 2019 | ↗ 2 238                     | 0,17                                      | ↘ 5 181                    | 0,27                                     |
| 2020 | ↗ 2 438                     | 0,18                                      | ↗ 5 253                    | 0,28                                     |
| 2021 | ↗ 2 570                     | 0,19                                      | ↗ 5 291                    | 0,28                                     |
| 2022 | ↗ 2 701                     | 0,2                                       | ↘ 4 922                    | 0,24                                     |
| 2023 | ↗ 2 900                     | 0,2                                       | ↘ 4 914                    | 0,24                                     |
| 2024 | ↗ 2 923                     | 0,2                                       | ↗ 4 974                    | 0,24                                     |